# NGC 5662
NGC 5662 ist ein Offener Sternhaufen vom Typ II3m im Sternbild Zentaur am Südsternhimmel. Der relativ lockere und zerstreute Haufen hat einen scheinbaren Durchmesser von 29 Bogenminuten und eine scheinbare Helligkeit von 5,5 mag. Er ist rund 2300 Lichtjahre vom Sonnensystem entfernt und hat einen Durchmesser von etwa 19 Lichtjahren. Er besitzt ca. 80 Sterne, sein Alter wird auf 80 Millionen Jahre geschätzt. Der hellste Haufenstern ist der K3-Riese HD 127753 im nördlichen Haufenbereich, er leuchtet mit einer scheinbaren Helligkeit von 7,1 mag.
Entdeckt wurde das Objekt 1751 von Nicolas Louis de Lacaille.